# José Gomes da Silva (político)
José Gomes da Silva (Misericórdia , 6 de março de 1900 — Rio de Janeiro, 27 de setembro de 1970) foi um médico e político brasileiro.
Foi prefeito de Itaporanga em 1929, e nomeado interventor federal da Paraíba por Eurico Gaspar Dutra, de 20 de setembro de 1946 a 4 de março de 1947.

## Nascimento
Nascido no sítio Minador, arredores de Misericórdia (hoje Itaporanga), era filho de Horácio Gomes da Silva e Maria Barreiro Gomes, membros de famílias tradicionais do Vale do Piancó, descendente direto de Alexandre Gomes da Silva, um dos fundadores da cidade; fez o curso primário em sua terra natal, ingressando em seguida no Seminário de Fortaleza, permanecendo por alguns anos na capital do Ceará.
De volta a Paraíba, estudou no Lyceu Paraibano, onde concluiu o curso secundário. Aprovado no vestibular de medicina da Faculdade da Bahia estudou os primeiros anos do curso universitário em Salvador, transferindo-se logo depois para a Universidade do Rio de Janeiro, onde se diplomou em medicina em 1927, com apresentação de tese.

## Casamento
Ainda no Rio de Janeiro, casou-se com a carioca e descendente de italianos, Judite Caruso, e em seguida voltou para a Paraíba, fixando residência em Misericórdia, onde passou a exercer a profissão.

## Prefeito eleito de Misericórdia
Em 1929 foi eleito prefeito de Misericórdia, iniciando ali uma longa trajetória política e administrativa que culminou com sua nomeação, pelo presidente Eurico Gaspar Dutra, para ser o interventor federal da Paraíba, no ano de 1946. José Gomes foi prefeito de Itaporanga logo depois de Brunet Ramalho, seu inimigo político.

## Deputado federal pela Paraíba
Deixando a chefia do executivo municipal foi eleito deputado federal, o que o levou, em 1934, a retornar ao Rio de Janeiro para exercer o seu novo mandato que durou até 1937, quando o Congresso Nacional foi fechado em conseqüência do Golpe de Estado do presidente Getúlio Vargas. José Gomes voltou a Itaporanga para novamente exercer a medicina. 

## Interventor federal
Em 1940, atendendo a convite do interventor Ruy Carneiro, passa a residir com a família em João Pessoa, sendo designado para o cargo de membro do Conselho Administrativo do Estado, onde permaneceu até 1945 quando, por designação do Interventor Odon Bezerra, assumiu a Secretaria de Agricultura, ocupando a pasta até o dia 21 de agosto de 1946. Nesta data tornou-se interventor federal da Paraíba, por decreto do presidente Gaspar Dutra, permanecendo no cargo até 6 de março de 1947.
Afastado do Governo do Estado, José Gomes voltou a morar no Rio de Janeiro, onde ocupou o cargo de presidente da Companhia Nacional de Alcalis. Três anos depois, em 1950, retorna outra vez a Paraíba, desta feita como Delegado Regional do IPASE. Antes de um ano, no entanto, volta em definitivo para o Rio de Janeiro e assume a chefia da Divisão Médica do Hospital dos Servidores, onde permaneceu até o ano de 1969, quando, por questões de saúde, se aposentou.

## Morte
Morreu às 6h00 horas do dia 27 de setembro de 1970, no Rio de Janeiro, deixando viúva Dona Judite Gomes Caruso e órfãos os filhos Filotéia Gomes Ataíde, funcionária do Serviço de Censura e Diversões do Rio de Janeiro e CIélio Gomes, funcionário do IPASE em Brasília, ambos casados, e quatro netos.
Ele hoje, em sua terra natal, empresta seu nome ao hospital distrital, gerido pelo Estado; o Hospital Distrital Doutor José Gomes da Silva.